# Mitridate, re di Ponto
Mitridate, re di Ponto er en opera af Wolfgang Amadeus Mozart til en libretto af Vittorio Amedeo Cigna-Santi efter et skuespil af Racine. Operaen fik premiere den 26. december 1770 i Milano.